# Atlides cosa
Atlides cosa is een vlinder uit de familie van de Lycaenidae. De wetenschappelijke naam van de soort werd als Thecla cosa in 1867 gepubliceerd door William Chapman Hewitson.